# 同盟 (ウクライナ)
同盟（どうめい、ウクライナ語: Віче）は1993年5月に結成されたウクライナの政党。2005年9月に立憲民主党（りっけんみんしゅとう、ウクライナ語: Конституційно-демократична партія; Konstytutsijno-Demokratychna Partija）から改称した。

## 歴史
1998年ウクライナ最高議会選挙においては政党連合"エレファント・社会・リベラル連合"（ウクライナ語: Виборчий блок партій "СЛОн - Соціально-Ліберальне Об'єднання"）として参加したが、得票率は0.90%にとどまり、議席は獲得できなかった。
2002年ウクライナ最高議会選挙においては、冬の時代チーム連合の一部として参加したが、4%の足切りラインに届かず、議席を獲得できなかった。
2006年ウクライナ最高議会選挙においても得票率は1.74%にとどまり、議席は獲得できなかった。
インナ・ボホスロウスカが党首として臨んだ2007年ウクライナ最高議会選挙では、他党の党首と協議し、地域党の名簿に加わることにした。イーホリ・ディコスキーが新たな党首に選出された。2007年に地域党と合併することを考えていたため、2007年の選挙には参加しなかったが、2009年6月12日、キーウにおいて、第11回党大会が開催され、その後ボホスロウスカは地域党を離党し、2010年ウクライナ大統領選挙に立候補した。その後、同盟の党首に再就任した。
同盟は、2012年ウクライナ最高議会選挙に14の小選挙区に候補を擁立したが、議席獲得には及ばなかった。
2014年ウクライナ最高議会選挙には参加しなかった。

## イデオロギー
党員は20世紀初めに活動した政党の後継者を自認し、現代リベラル保守主義（アングロサクソン保守主義）の理論を用いていた。特に実業家及び知識人からなる中産階級の利益代表であると宣言している。

## 脚註
1. 1 2 3 4 5  （ウクライナ語） Партія "Віче", www.sd.net.ua
2. 1 2  Bohoslovska Innaキーウ・ポスト（2008年7月23日）
3. ↑  （ウクライナ語） Дідковський Ігор公式サイト
4. ↑  （ウクライナ語） Партія, Official party website
5. ↑  MP Bohoslovska quits Party of Regionsウクライナ独立通信（2009年5月23日）
6. ↑  Bogoslovska,Chornovil excluded from PR faction, ウクライナ独立通信（2009年5月23日）
7. ↑  （ウクライナ語） команда公式サイト
8. ↑  （ウクライナ語） Results of voting in single constituencies in 2012 & Nationwide listウクライナ中央選挙管理委員会
9. ↑  （ウクライナ語） CandidatesRBCウクライナ（英語版）
10. ↑  Party of Regions gets 185 seats in Ukrainian parliament, Batkivschyna 101 - CECインテルファックス・ウクライナ（英語版）（2012年11月12日）
11. ↑  Alphabetical Index of parties in 2014 Ukrainian parliamentary electionウクライナ中央選挙管理委員会（英語版）